# Sullens
Sullens ist eine politische Gemeinde im Distrikt Gros-de-Vaud des Kantons Waadt in der Schweiz.

## Geographie

Luftbild (1949)

Sullens liegt auf 591 m ü. M., 10 km nordnordwestlich der Kantonshauptstadt Lausanne (Luftlinie). Das Haufendorf erstreckt sich auf dem Hochplateau des südlichen Gros de Vaud, östlich des Tals der Venoge, im Waadtländer Mittelland.
Die Fläche des 3,8 km² grossen Gemeindegebiets umfasst einen Abschnitt des leicht gewellten Hochplateaus des Gros de Vaud, der Kornkammer des Kantons Waadt. Der Gemeindeboden erstreckt sich von der Talniederung eines östlichen Seitenbachs der Venoge nach Osten auf die weite Hochfläche von Sullens, auf der mit 605 m ü. M. der höchste Punkt der Gemeinde erreicht wird. Im Südosten reicht das Gebiet in den Wald Bois du Dévin im Quellgebiet der Chamberonne und im Süden in den Bois Bahud. Von der Gemeindefläche entfielen 1997 15 % auf Siedlungen, 13 % auf Wald und Gehölze und 72 % auf Landwirtschaft.
Zu Sullens gehören zwei grössere Neubausiedlungen. Die Nachbargemeinden von Sullens sind im Süden Mex, im Südwesten Vufflens-la-Ville, im Nordwesten Penthaz, im Norden Bournens, im Nordosten Boussens, im Südosten Cheseaux-sur-Lausanne und im Südsüdosten Crissier.

## Bevölkerung
Mit 1198 Einwohnern (Stand 31. Dezember 2023) gehört Sullens zu den kleineren Gemeinden des Kantons Waadt. Von den Bewohnern sind 87,2 % französischsprachig, 7,5 % deutschsprachig und 1,2 % italienischsprachig (Stand 2000). Die Bevölkerungszahl von Sullens belief sich 1900 auf 317 Einwohner. Nachdem die Bevölkerung bis 1960 auf 253 Personen abgenommen hatte, wurde wieder eine deutliche Bevölkerungszunahme mit einer Verdreifachung der Einwohnerzahl innerhalb von 40 Jahren beobachtet.

## Wirtschaft
Sullens war bis in die zweite Hälfte des 20. Jahrhunderts ein vorwiegend durch die Landwirtschaft geprägtes Dorf. Heute haben der Ackerbau und der Obstbau nur noch eine untergeordnete Bedeutung in der Erwerbsstruktur der Bevölkerung. Weitere Arbeitsplätze sind im Kleingewerbe und im Dienstleistungssektor vorhanden (darunter ein Betrieb der Informatik). In den letzten Jahrzehnten hat sich das Dorf dank seiner attraktiven Lage zu einer Wohngemeinde entwickelt. Viele Erwerbstätige sind deshalb Wegpendler, die hauptsächlich im Grossraum Lausanne arbeiten.

## Verkehr
Die Gemeinde ist verkehrstechnisch sehr gut erschlossen. Sie liegt an der Hauptstrasse von Cossonay nach Cheseaux-sur-Lausanne. Der Autobahnanschluss Cossonay an der 1981 eröffneten A1 (Lausanne-Yverdon) ist nur rund 1 km vom Ortskern entfernt. Durch einen Postautokurs, der von Cossonay nach Cheseaux-sur-Lausanne verkehrt, ist Sullens an das Netz des öffentlichen Verkehrs angebunden.

## Geschichte
Die erste urkundliche Erwähnung des Ortes erfolgte 1180 unter dem Namen Sollens. Später erschienen die Bezeichnungen Soulens (1228), der heutige Name Sullens (1287) und Sulens (1387). Der Ortsname geht auf den burgundischen Personennamen Saudila zurück und bedeutet bei den Leuten des Saudila.
Seit dem Mittelalter war Sullens Teil der Herrschaft Cossonay. 1180 erhielt die Abtei Saint-Maurice reichen Grundbesitz, der im 13. Jahrhundert an die Abtei Haut-Crêt überging. Mit der Eroberung der Waadt durch Bern im Jahr 1536 kam Sullens unter die Verwaltung der Vogtei Morges. Nach dem Zusammenbruch des Ancien Régime gehörte das Dorf von 1798 bis 1803 während der Helvetik zum Kanton Léman, der anschliessend mit der Inkraftsetzung der Mediationsverfassung im Kanton Waadt aufging. 1798 wurde es dem Bezirk Cossonay zugeteilt.

## Sehenswürdigkeiten
Die Pfarrkirche von Sullens wurde in den Jahren 1712/13 neu erbaut; das Dachgeschoss diente in früheren Zeiten als Kornspeicher. Im kompakten alten Ortskern sind einige charakteristische Bauernhäuser aus dem 17. bis 19. Jahrhundert erhalten.